# Mirjana Kapetanović
Mirjana Kapetanović (Konjic, 1959.) je bosanskohercegovačka spisateljica i novinarka.

## Životopis
Školovala se u Konjicu. Dugi niz godina pjevala je u svjetski poznatom horu Djevojke s Neretve, Ženskom gradskom horu i ansamblu Rezonanca. Aktivna je članica u Amaterskog kazališta Neretva Konjic. 
Bavila se humanitarnim radom u okviru humanitarnih organizacija Hrana za život u Sarajevu, Merhamet u Konjicu, Vindol za decu sveta i Zavod EkoAlt Vindol u Sloveniji, Udruženje Žena za ženu u Konjicu i samostalno, što joj je i sada najdraža preokupacija.
Dugi niz godina radila je kao novinarka Radio Konjica i Radio FERN-a, kao dopisnica Večernjih novina (kasnije Jutarnjih novina), Dnevnog Avaza, časopisa za žene Azra, časopisa Arka. Deset godina je stalna suradnica novinske kuće Color Press Group iz Novog Sada. Širokih interesa i zanimanja surađivala s nizom časopisa u Hrvatskoj i Srbiji. Objavljivala je kratke priče u književnim časopisima Lica (Sarajevo), Diwan (Tuzla), Književni pregled (Beograd), Avlija (Rožaje), te na Internetu. U toku novinarskog djelovanja objavila je preko 500 članaka, intervjua, dopisnica, preko 150 autorskih emisija kao što su Govinda, Na granici mogućeg, Plava planeta, emitiranih na Radio Konjicu, te mnoštvo radijskih priloga u suradnji s drugim urednicima i emisijama na radio FERN-U, BHR1 i Radio Konjicu.
Zadnjih deset godina isključivo se bavi književnim radom. Ima dvoje djece, Edvina i Irinu, poznatu bosanskohercegovačku pjevačicu. 

## Nagrade
- 2015. na Svjetskom Kongresu žena u Milanu dodijeljena joj je nagrada za životno djelo  Donne che ce l`hanno fatta (Žena koja je uspjela) kao jednoj od 40 žena u svijetu
- 2017. godine Večernji list Mostar, u konkurenciji za Večernjakov pečat je kandidira za ličnost godine BiH u oblasti kulture i glasovima građana i stručnog žirija biva izabrana među troje najboljih
- 2010. nagrada za priču Funkcioner, Zbornik KNS „Kapija Istoka i Zapada“, KNS Novo Sarajevo
- 2011. nagrada za priču Šofer Nućo, Zbornik KNS Novo Sarajevo
- 2010. za priču  Frizerka Zbornik Najbolja ljetnja priča 20+1, Brod knjižara Zagreb
- 2011. za priče  Ljetnji pljusak i Indijanska, Zbornik Najkraće priče, Izdavačka kuća Alma Beograd
- 2011. za priču Vuk, Zbornik KNS Duhovna konekcija, KNS Novo Sarajevo
- 2011. za priču Moralna osoba WHF 2011, zbornik najboljih priča, Široki Brijeg
- 2011. za priču Jedan život u manje od 900 znakova, pobjednička priča na konkursu za Najkraću priču 2011 IK Alma Beograd
- 2012. za priču Slet, kokta i sodar Svetozar Jovanović, zbornik Avlija Rožaje
- 2013. za priču Pastorala, zbornik Avlija Rožaje
- 2014. za priču Kako se kozmopolitizam uselio u Gornju Drenavu, Fanzin WHF 12, Široki Brijeg
- 2015. prva nagrada za priču na temu genocida nad Bošnjacima u Srebrenici, Fondacije Lijepa riječ iz Konjica
- 2017. za WHF priču Iz zemlje, na zemlji i u zemlju, fanzin WHF 15

## Vanjske poveznice
- Mirjana Kapetanović, Šumoljublje
- Mirjana Kapetanović, Svaki dan je Valentinovo